# Largy
Largy (em irlandês:  Leargaidh) é um hamlet e townland no Condado de Derry, Irlanda do Norte. Está a 5 km ao sul de Limavady, ao lado da estrada B192 para Dungiven. Em 1991, a sua população era de 90, mas no censo realizado em 2001 esta percentagem subiu para 144. Encontra-se dentro do Limavady Borough Council.

## Características
A vila é um assentamento linear de uma igreja, uma escola primária e outras instalações comunitárias. Nos últimos anos, novas habitações no Brookfield Park e Pollysbrae Road levaram ao aumento da população.

## Religião
- A Igreja Presbiteriana de Largy, construída no estilo tradicional de casa de reunião, foi fundada em 1834, e estendida em 1861. Reconstrução dos telhados e remodelação tiveram lugar no ano de 1994. Existem cerca de 130 famílias associadas à congregação. [3]